# Apiocera ferruginea
Apiocera ferruginea är en tvåvingeart som beskrevs av Paramonov 1953. Apiocera ferruginea ingår i släktet Apiocera, och familjen Apioceridae. Inga underarter finns listade i Catalogue of Life.